# Vila Madalena (telenovela)
Vila Madalena é uma telenovela brasileira produzida e exibida pela TV Globo de 8 de novembro de 1999 a 5 de maio de 2000, em 155 capítulos. Substituiu Andando nas Nuvens e foi substituída por Uga Uga, sendo a 59ª "novela das sete" exibida pela emissora.
Escrita por Walther Negrão, com colaboração de Thelma Guedes, Elizabeth Jhin, Júlio Fischer, Paulo Cursino, Vinícius Vianna e Ângela Carneiro. Dirigida por Jorge Fernando, Roberto Naar, Fabrício Mamberti e Marcus Alvisi. Teve direção de núcleo de Jorge Fernando.
Contou com as atuações de Edson Celulari, Maitê Proença, Marcos Winter, Yoná Magalhães, Ary Fontoura, Laura Cardoso, Flavio Migliaccio e Luiza Tomé.

## Enredo
O casal Solano e Eugênia comemora boas notícias. Depois de seis meses sem trabalho, ele consegue um bico como caminhoneiro, levando uma carga para outra cidade. Enquanto ele tem a promessa de um emprego melhor, a mulher anuncia que está grávida. Ao mesmo tempo, outro casal, Roberto e Pilar, se encontra na porta da igreja para acertar os últimos detalhes do casamento, marcado para a próxima semana. Quando tudo parece alegria, a surpresa. A polícia descobre que a carga que Solano transporta é contrabando, e ele é preso e condenado a 17 anos de cadeia. Roberto também é preso porque, ao defender Pilar de dois marginais, causa, sem querer, a morte de um deles, que é acidentalmente atropelado diante da igreja.
Na penitenciária, Solano e Roberto se conhecem e se tornam amigos. Quando Solano é libertado sete anos depois, Roberto lhe entrega uma carta para Pilar. Solano conhece Pilar e os dois de apaixonam. Ainda assim, ele vai em busca de Eugênia e de seu filho e, quando a encontra, descobre que ela está casada com um antigo patrão, Arthur. Ela tem dois filhos com o novo marido mas ainda alimenta uma paixão por Solano.
O conflito tem a cidade de São Paulo como pano de fundo, destacando o glamour da Vila Madalena, com seu comércio alternativo, sua vida noturna, sua gente moderna e animada. É lá onde mora a família de Pilar: sua mãe Bibiana, uma artista plástica, e sua tia Margot, uma solteirona que tem uma loja de produtos esotéricos.
Outro núcleo importante se localiza em outra parte da Zona Oeste de São Paulo, onde mora a família de Solano: seus pais Ângelo e Deolinda, e os irmãos, o motoboy Zezito (o Cachorro Louco), e a doce Nancy (a sapatão).

## Elenco
| Ator/Atriz          | Personagem                            |
| ------------------- | ------------------------------------- |
| Edson Celulari      | Solano Xavier                         |
| Maitê Proença       | Eugênia Junqueira                     |
| Herson Capri        | Arthur Junqueira                      |
| Cristiana Oliveira  | Pilar Ramirez Silveira                |
| Marcos Winter       | Roberto Lopes                         |
| Carla Marins        | Nancy Xavier                          |
| Thierry Figueira    | Hugo Lopes                            |
| Yoná Magalhães      | Abigail Ramirez (Bibiana)             |
| Luíza Tomé          | Raquel Batistela Ramirez              |
| Mário Gomes         | Donato Ramirez                        |
| Ary Fontoura        | Elpídio Menezes (Seu Menez)           |
| Rosamaria Murtinho  | Margot Ramirez                        |
| Laura Cardoso       | Deolinda Xavier                       |
| Flávio Migliaccio   | Ângelo Xavier                         |
| Betty Gofman        | Auxiliadora (Lilica)                  |
| Marcelo Faria       | José Xavier (Zezito / Cachorro Louco) |
| Fernanda Rodrigues  | Zuleika Batistela Ramirez (Zu)        |
| Nívea Maria         | Adélia                                |
| Oscar Magrini       | Aricanduva                            |
| Susana Werner       | Beatriz (Bia)                         |
| Sílvia Bandeira     | Elvira                                |
| Rosi Campos         | Marinalva                             |
| Roberto Bataglin    | Luiz                                  |
| Cissa Guimarães     | Dalva                                 |
| José Augusto Branco | Dr. Meirelles                         |
| Luísa Thiré         | Nilda                                 |
| Bruno Giordano      | Juarez Junqueira                      |
| Fernando Almeida    | Alfredo                               |
| Larissa Queiroz     | Tamara                                |
| Ana Furtado         | Nina                                  |
| Élcio Romar         | Valdir                                |
| Roberto Frota       | Valfredo                              |
| Rejane Goulart      | Mirtes                                |
| Jonas Mello         | seu Franco                            |
| Hilda Rebello       | dona Isaura                           |
| Luciano Vianna      | Fábio                                 |
| Yeda Dantas         | Vanda                                 |
| Leandro Ribeiro     | Badu                                  |
| Joana Limaverde     | Marina                                |
| Ricardo Pavão       | Dr. Américo Novaes                    |
| Lina Fróes          | Dona Jurema                           |
| Murilo Elbas        | Sardinha                              |
| Daniel Marinho      | Gustavo (Guga)                        |
| Mônica Mattos       | Leda                                  |
| Marcelo Barros      | Formiga                               |
| Kenya Costta        | Joana                                 |
| Maria Carol Rebello | Vilma (Vilminha)                      |
| Guilherme Vieira    | Lucas Junqueira Xavier                |
| Nathalie Figueiredo | Laura                                 |

### Participações especiais
| Ator              | Personagem                           |
| ----------------- | ------------------------------------ |
| José de Abreu     | Viriato                              |
| Helena Fernandes  | Luíza (namorada de Roberto no final) |
| Antônio Abujamra  | Frederico Fellini                    |
| Fábio Junqueira   | Bruno                                |
| Marcelo Mansfield | Walmir                               |
| Paula Hunter      | Gigi (amante de Donato)              |
| Juliana Martins   | Carla                                |
| Marcélia Cartaxo  | Luciene (diarista de Eugênia)        |
| Lígia Cortez      | Secretária de Arthur                 |
| João Acaiabe      | Delegado                             |
| João Bourbonnais  | Juiz                                 |
| Tadeu de Menezes  | Porteiro do prédio de Raquel         |
| Adalberto Nunes   | Xerife                               |

## Produção

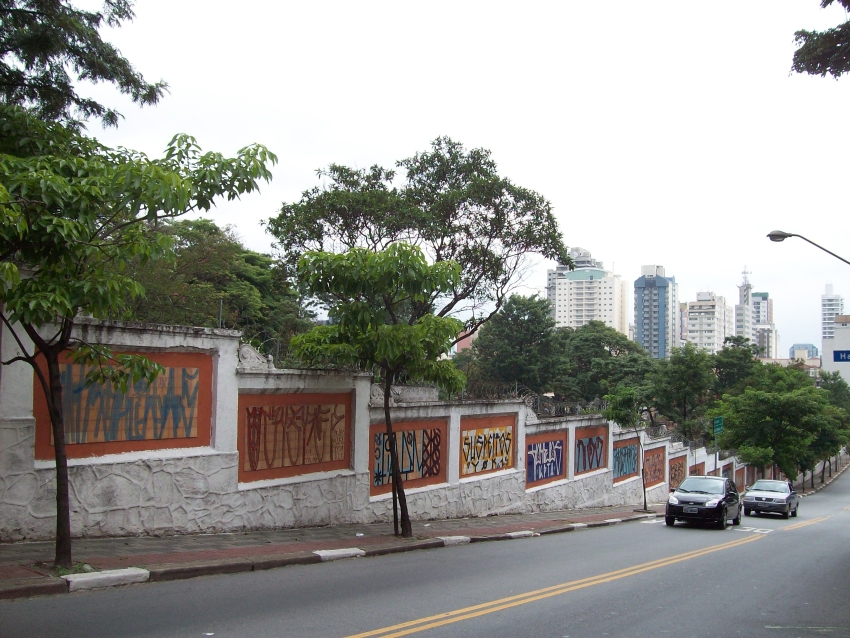
Bairro de Vila Madalena

A trama teve como título provisório Sexo Oposto, mas a princípio o autor sempre teve preferência para que Vila Madalena fosse o título definitivo. Para a Folha de S.Paulo, Negrão afirmou que "a Vila é um bairro que transborda cultura e que tem momentos distintos à noite, com os bares, e durante o dia, com as empresas. Está coalhado de artistas plásticos, escritores, atores e intelectuais".
A princípio, a novela apresentou uma proposta inédita de abertura, com uma música diferente a cada capítulo. As músicas eram as que compunham a trilha sonora nacional da novela.
As gravações externas foram feitas em São Paulo, e as cenas em estúdio, no Rio de Janeiro. Como locação foram utilizados restaurantes, lojas e bares conhecidos na Vila Madalena. A cidade cenográfica, construída no Projac, reproduzia uma vila real da Zona Oeste de São Paulo - onde morava a família de Solano -, e um beco onde funcionava uma firma de motoqueiros que faziam serviços de entrega. Moradores ilustres do bairro de Vila Madalena fizeram participações especiais na novela, como o pintor nordestino Ademir Martins; o chargista Paulo Caruso, que dava canjas ao piano todas as segundas-feiras no Bar Piratininga; o grupo Trovadores Urbanos, e o Palhaço Gargalhada.
Oscar Magrini, que interpretava Aricanduva, se desentendeu com a produção da novela, sendo demitido. O seu personagem fazia uma dupla cômica com Lilica, personagem de Betty Gofman, numa interessante trama paralela.
O personagem de Solano, vivido por Edson Celulari, iria terminar a novela, voltando para sua esposa, Eugênia, personagem de Maitê Proença. No entanto, o público preferiu que Solano ficasse com Pilar (Cristiana Oliveira). Eugênia terminou a novela sozinha, cuidando dos negócios de seu segundo marido, Arthur (Herson Capri).
Para isso, o autor alterou o desfecho dos protagonistas, colocando em xeque o caráter de Eugênia. Solano descobriu que a ex-esposa havia tido um romance com Arthur, personagem de Herson Capri, o grande vilão da trama. Chegou-se a colocar em dúvida a paternidade do filho do casal, Lucas (Guilherme Vieira), estreando em novelas. No último capítulo, no entanto, veio a confirmação de que Lucas era mesmo filho de Solano.
Pela terceira vez em novelas, Maitê Proença e Herson Capri fizeram par romântico e não terminaram juntos. Isso já havia acontecido duas vezes. A primeira, em Guerra dos Sexos, novela de Sílvio de Abreu, exibida em 1983. E a segunda, em Felicidade, novela de Manoel Carlos, exibida em 1991.
Também pela segunda vez em novelas, Maitê Proença fez par romântico com Edson Celulari, sem no entanto, ficarem juntos no final. O mesmo aconteceu em Sassaricando, novela de Sílvio de Abreu, exibida em 1987.
Foi o reencontro dos atores Cristiana Oliveira e Marcos Winter como um casal, após o estrondoso sucesso de Juma e Jove, protagonistas interpretados pelos mesmos na novela Pantanal, clássico da  Rede Manchete, exibida em 1990.
Susana Werner estreava como atriz de novelas, na pele da personagem Beatriz (Bia).

## Trilha sonora

### Nacional
Capa Maitê Proença
1. Tô Saindo - Ana Carolina
2. Bem Querer - Maurício Manieri
3. LS Jack - LS Jack
4. Paciência - Lenine
5. Aquilo - Lulu Santos
6. Eu Quero Ser Feliz - Paula Manga
7. Do Avesso - Vanessa Rangel
8. Moto Boy - Pedro Luís e a Parede
9. Resto de Mim - Maria Bethânia
10. Sossego (Ao Vivo) - Os Paralamas do Sucesso
11. Certas Coisas - Milton Nascimento
12. Rebola na Boa - Mister Jam
13. Enjoado Jungle - Márcio Tucunduva
14. Profecias (Fim do Mundo) - Xuxa

### Internacional
Capa: Thierry Figueira
1. Could This Be Love - Jennifer Lopez
2. You're My # 1 - Enrique Iglesias
3. I Got a Girl - Lou Bega
4. If I Let You Go - Westlife
5. ¿Lo Ves? - Alejandro Sanz
6. When You Say Nothing At All - Ronan Keating
7. Even Though - Sugar Ray
8. Blue (Da Ba Dee) - Eiffel 65
9. Still Hurts - Giselle Haller
10. If I Could Turn Back The Hands Of Time - Fab Nesstar
11. El Arbi - Cheb Khaled
12. What I Am - Victoria Newton
13. Soy Yo - Luis Miguel
14. I Knew I Loved You - Savage Garden
15. Vuelva Corazón - Alexandre Flores

## Curiosidade
Vila Madalena teve 14 aberturas diferentes. Cada uma delas era o clipe das canções da trilha sonora nacional da novela, com os nomes do elenco em movimento.[carece de fontes?]